# Sanctions contre le Soudan
Les sanctions contre le Soudan  sont principalement constituées d'un embargo économique mis en place par les États-Unis contre le Soudan entre 1997 et 2017. Cependant d'autres formes de sanctions touchent également le Soudan, notamment des embargos sur le commerce des armes. Ces embargos sur les armes ont été initiés par les États-Unis, l'Union européenne et les Nations unies.

## Histoire
En mars 1994, l'Union européenne décrète un embargo sur les armes contre le Soudan. Il concerne tout le territoire et quasiment tous types de matériels militaires, les seules exceptions étant le matériel de déminages, le matériel pour les représentants de l'Union européenne, de l'Union africaine et des Nations unies.
L'embargo économique contre le Soudan a été mis en place le 3 novembre 1997, comme sanction envers la politique complaisante du Soudan envers des terroristes dont notamment Oussama Ben Laden qui a vécu dans le pays entre 1992 et 1996. L'embargo empêche l'importation de biens originaires du Soudan aux États-Unis, il interdisait aux citoyens et entreprises américaines d'être impliqués dans une transaction liée aux hydrocarbures au Soudan. Il interdit également aux citoyens et entreprises américains d'êtres impliqués dans le transport de marchandise en partance du Soudan et enfin il interdit tout financement par des citoyens et entreprises américains du gouvernement soudanais. De plus, l'embargo oblige à obtenir une autorisation pour toutes exportations de matériels agricoles ou médicaux au Soudan.
En revanche, en 2000, les États-Unis décident une exception pour la gomme arabique, un produit stratégique pour l'agro-alimentaire dont le Soudan est un des premiers producteurs, et de la meilleure qualité.
En 2004 puis en 2005, le conseil de sécurité des Nations unies par les résolutions 1556 et 1591 a émis un embargo sur les armes contre le Soudan en réaction à la guerre du Darfour. De plus la résolution 1591 interdit à un 4 ressortissant du Soudan de voyager et gèle leurs actifs financiers. Cependant l'embargo des Nations unies ne concerne uniquement que le territoire du Darfour et non pas tout le Soudan.
Le 13 octobre 2006, les États-Unis ont émis de nouvelles sanctions contre le Soudan à la suite de la guerre du Darfour.

### Levée de l'embargo économique
L'embargo a été levé le 12 octobre 2017 sous la présidence de Donald Trump, après une première levée temporaire de l'embargo le 13 janvier 2017 sous la présidence de Barack Obama. 
Cette levée temporaire a duré initialement 6 mois, puis a été rallongé de 3 mois supplémentaires. En contre-partie de cette levée temporaire, le gouvernement soudanais s'est engagée à ne plus soutenir les forces rebelles au Soudan du Sud, à mettre fin au combat dans les provinces du Darfour, du Nil Bleu et du Kordofan du Sud, à lutter contre l'Armée de résistance du seigneur, à favoriser l'accueil des ONG humanitaires dans le pays et à aider les services de renseignement américain. 
Cette levée d'embargo peut s'expliquer par l'amélioration de l'attitude du Soudan envers les pays voisins et les ONG humanitaires, sa coopération avec les États-Unis contre le terrorisme, par l'ouverture progressive du pays avec la Chine notamment au travers d'investissement dans le secteur pétrolier, mais également la nette amélioration des relations du Soudan envers les autres pays sunnites notamment l'Arabie saoudite, avec laquelle il participe à la guerre du Yémen à ses côtés contre les rebelles houthis.
Malgré cette levée d'embargo, le Soudan est toujours soumis à un embargo sur les armes et il est toujours inscrits sur la liste des États soutenant le terrorisme. Cette inscription sur la liste interdit l'exportation au Soudan de biens produits majoritairement aux États-Unis. De même les restrictions de déplacements et de biens financiers envers les personnes impliqués dans les massacres de la guerre du Darfour sont toujours en place.

#### Sortie de la liste des États soutenant le terrorisme
En février 2020, le gouvernement soudanais décide d'obtempérer à plusieurs exigences de Washington, conditions du retrait du Soudan de la liste noire américaine des « États soutenant le terrorisme ». À quelques jours d'intervalle, Khartoum annonce son intention de livrer le dictateur déchu Omar el-Béchir à la Cour pénale internationale, puis signe un accord d'indemnisation avec des proches de marins américains tués dans l'attentat contre l'USS Cole perpétrée au Yémen en 2000, par deux kamikazes entraînés au Soudan. 
En mars 2020, les États-Unis lèvent une grande partie des sanctions économiques contre les entreprises soudanaises ne laissant que quelques personnes et entreprises sous l'effet de sanctions en raison de leurs implications dans la guerre du Darfour
En décembre 2020, Mike Pompeo confirme le retrait officiel du Soudan de la liste noire américaine sur le terrorisme et salue un « changement fondamental » dans les relations entre les deux pays. 